# Koumabo
Koumabo est une localité rurale au centre de la Côte d'Ivoire dans le Dsitrict de la Vallée du Bandama, appartenant à la région de Gbêke. Le village de Koumabo est administrativement rattaché à au département de Béoumi.